# Trindtjärnen, Västmanland
Trindtjärnen är en sjö i Hällefors kommun i Västmanland och ingår i Göta älvs huvudavrinningsområde. Sjöns area är 0,01 kvadratkilometer och den befinner sig 248 meter över havet.